# Ozyptila elegans
Ozyptila elegans är en spindelart som först beskrevs av John Blackwall 1870.  Ozyptila elegans ingår i släktet Ozyptila och familjen krabbspindlar.
Artens utbredningsområde är Italien. Inga underarter finns listade i Catalogue of Life.